# رودخانه سرخ (فیلم ۱۹۴۸)
رودخانهٔ سرخ (به انگلیسی: Red River) فیلمی وسترن به تهیه‌کنندگی و کارگردانی هاوارد هاکس و با بازی جان وین و مونتگومری کلیفت، محصول سال ۱۹۴۸ است. فیلم داستان خیالی اولین کوچ دام از تگزاس به کانزاس در مسیر چیسُلم را روایت می‌کند. تنش دراماتیک فیلم هنگامی ایجاد می‌شود که مؤسس گاوداری (جان وین) و پسرخوانده‌اش (مونتگومری کلیفت) در میانهٔ راه بر سر مدیریت کوچ به مشکل و درگیری برمی‌خورند.
نقش‌های تکمیلی فیلم را والتر برنان، جوآن درو، کالین گری، هری کری، جان آیرلند، هنک وردن، نوا بری جونیور، هری کری جونیور و پائول فیکس بازی می‌کنند. فیلمنامه را بوردن چیس و چارلز شنی، بر اساس داستانی از بوردن چیس نوشتند.
رودخانهٔ سرخ در زمان اکران با موفقیت تجاری و استقبال منتقدان روبه‌رو و نامزد دو جایزه اسکار شد. این فیلم در سال ۱۹۹۰ از سوی کتابخانهٔ کنگرهٔ آمریکا برای حفظ در فهرست ملی ثبت فیلم این کشور انتخاب شد. در سال ۲۰۰۸، انستیتوی فیلم آمریکا در فهرست ۱۰ فیلم برتر در ۱۰ ژانر به انتخاب بفا، رودخانهٔ سرخ را به‌عنوان پنجمین فیلم وسترن برتر تاریخ برگزید.

## داستان
توماس دانسن (جان وین) قصد دارد در تگزاس یک گاوداری راه بیندازد. او همراه با یک کاروان راهی کالیفرنیاست اما در میانهٔ راه، مسیرش را از آنها جدا می‌کند و همراه با پیرمردی به نام نادین گروت به دنبال زمینی برای تأسیس گاوداری به سوی تگزاس راه می‌افتد. اندکی بعد، دانسن خبردار می‌شود که زن محبوبش، فِن، در حملهٔ یکی از قبایل بومی آمریکا به کاروان، کشته شده‌است. فِن خواهش کرده بود همراه او بیاید اما دانسن اجازه نداده بود. آن‌شب دانسن و گروت با حملهٔ بومیان مقابله می‌کنند. دانسن می‌بیند که یکی از این بومیان، دستبند یادگار مادرش را که پیش از ترک کاروان به فِن داده بود به مچ بسته‌است.
روز بعد، پسربچهٔ یتیمی به نام متیو گارث (میکی کوهن) اتفاقاً به اردوی دانسن و گروت برمی‌خورد. او تنها بازماندهٔ کاروان است و دانسن او را به فرزندی قبول می‌کند.
دانسن، گروت و مَت با عبور از رودخانه سرخ وارد تگزاس می‌شوند و در جنوب تگزاس در نزدیکی ریو گرانده مستقر می‌شوند. دانسن نام گاوداری‌اش را Red River D (رودخانه سرخ و حرف اول دانسن) می‌گذارد و به مَت قول می‌دهد که اگه او بتواند خودش را ثابت کند، حرف اول نام او یعنی M را هم به نام گاوداری اضافه خواهد کرد.
۱۴ سال می‌گذرد و دانسن حالا صاحب یک گاوداری بزرگ است اما به‌خاطر فقر شدید و گسترده‌ای که به دنبال جنگ داخلی آمریکا در جنوب آمریکا ایجاد شده، در حال ورشکستگی است. او تصمیم می‌گیرد گلهٔ عظیم خود را صدها مایل به سوی شمال به ایستگاه راه‌آهن واقع در سدالیا، میزوری ببرد و آنجا به قیمت خوبی بفروشد. دانسن مردانی را برای کمک استخدام می‌کند از جمله یک هفت‌تیرکش حرفه‌ای به نام چری والانس (جان آیرلند) و کوچ به سوی شمال آغاز می‌شود.
در طول کوچ، مشکلات زیادی سر راه آنها قرار می‌گیرد. یکی از مردان کاروان به نام بانک کنیلی در یکی از درشکه‌ها سروصدا به راه می‌اندازد و باعث می‌شود گاوها رَم کنند که منجر به مرگ دَن لتیمر (هری کری جونیور) می‌شود. وقتی دانسن می‌خواهد بانک را به مجازات این کار شلاق بزند، بانک هفت‌تیر می‌کِشد. مَت فوراً با یک شلیک، هفت‌تیر بانک را می‌اندازد و در واقع جان او را از شلیک دانسن نجات می‌دهد. بانک از کاروان اخراج می‌شود و به خانه برمی‌گردد. دانسن مَت را سرزنش می‌کند که چرا بانک را نکشته و او را ضعیف می‌خواند.
در ادامهٔ کوچ، چری والانس تعریف می‌کند که راه‌آهن به شهر ابیلین، تگزاس رسیده که از سدالیا به‌مراتب نزدیک‌تر است. وقتی دانسن مطمئن می‌شود که خود والانس شخصاً راه‌آهن ابیلین را ندیده، حرف او را نادیده می‌گیرد و به مسیر میزوری ادامه می‌دهد. رهبری خودکامهٔ دانسن کم‌کم مردان کاروان را آزار می‌دهد. دانسن سه نفر از مردان را که قصد داشتند از کاروان جدا شوند می‌کشد و آنها را دفن می‌کند. بعد از آن، دانسن اعلام می‌کند که قصد دارد دو نفر از مردانی را که از آذوقهٔ کاروان دزدی کرده و قصد فرار داشته‌اند مجازات کند اما مَت طغیان می‌کند و با کمک مردان دیگر، کنترل گله را به دست می‌گیرد و دانسن را کنار می‌گذارد. مَت گله را در مسیر چیسُلم به سوی ابیلین پیش می‌برد و والانس و باستر (نوا بری جونیور) معاونان او می‌شوند. دانسن قسم می‌خورد که مَت را به‌خاطر این خیانت خواهد کشت.
در راه ابیلین، مَت و همراهانش با اعضای یک قبیله بومی که به یک قافله از قماربازان و دختران رقاص حمله کرده‌اند مقابله می‌کنند. یکی از دخترانی که نجات پیدا می‌کند، تِس میلی (جوآن درو) است که عاشق مَت می‌شود. این دو یک شب را با هم سپری می‌کنند و مَت دستبند مادر دانسن را به تِس می‌دهد. مَت که می‌خواهد زودتر از دانسن به ابیلین برسد، سحرگاه آنجا را ترک می‌کند، درست مانند دانسن که زن محبوبش را ۱۴ سال قبل ترک کرده بود.
کمی بعد، تِس با دانسن روبه‌رو می‌شود که مَت را تعقیب کرده و حالا می‌بیند که تِس دستبند مادر او را به دست دارد. دانسن که خسته و احساساتی شده به تِس می‌گوید در این دنیا چیزی نمی‌خواهد جز اینکه یک فرزند پسر داشته باشد. تِس پیشنهاد می‌کند که حاضر است برای او پسری به دنیا بیاورد اما به شرطی که دست از تعقیب مَت بردارد. دانسن همان اندوهی را در وجود تِس می‌بیند که هنگام خداحافظی با فِن دیده بود، و تصمیم می‌گیرد تعقیب مَت را همراه با تِس ادامه بدهد.
وقتی مَت به ابیلین می‌رسد می‌بیند که مردم شهر منتظر رسیدن و خرید چنین گله‌ای بوده‌اند. او پیشنهاد خرید را قبول می‌کند و دوباره تِس را می‌بیند. اندکی بعد، دانسن همراه با گماشتگانش به ابیلین می‌رسد. دانسن و مَت با هم درگیر می‌شوند اما تِس دعوای آنها را قطع می‌کند و از آنها می‌خواهد بفهمند که واقعاً یکدیگر را دوست دارند. دانسن و مَت آشتی می‌کنند. دانسن به مَت توصیه می‌کند که با تِس ازدواج کند و به او می‌گوید که وقتی به گاوداری برگردند، بالاخره حرف اول اسم مَت را هم به نام گاوداری اضافه خواهد کرد و همین کار را می‌کند.